# VL Viima
VL Viima là một loại máy bay huấn luyện cơ bản, hai tầng cánh của Phần Lan, do State Aircraft Factory (Valtion lentokonetehdas hay VL) chế tạo cho Không quân Phần Lan từ cuối thập niên 1930 tới cuối thập niên 1940.

## Biến thể
- Viima I
- Viima II
- Viima IIB

## Quốc gia sử dụng
Phần Lan
- Không quân Phần Lan

## Tính năng kỹ chiến thuật (VL Viima II)
Dữ liệu lấy từ Grey 1972, tr. 101c
Đặc tính tổng quan
- Kíp lái: 2
- Chiều dài: 7,35 m (24 ft 1 in)
- Sải cánh: 9,20 m (30 ft 2 in)
- Chiều cao: 2,73 m (8 ft 11 in)
- Diện tích cánh: 20 m2 (220 foot vuông)
- Trọng lượng có tải: 875 kg (1.929 lb)
- Động cơ: 1 × Siemens-Halske Sh 14A , 110 kW (150 hp)

Hiệu suất bay
- Vận tốc cực đại: 195 km/h (121 mph; 105 kn)
- Vận tốc hành trình: 150 km/h (93 mph; 81 kn)
- Tầm bay: 500 km (311 mi; 270 nmi)
- Trần bay: 4.500 m (14.764 ft)
- Vận tốc lên cao: 2,63 m/s (518 ft/min) to 3000 m
- Tải trên cánh: 44 kg/m2 (9,0 lb/foot vuông)